# Franz von Mertens
Franz von Martens (Vienna, 6 agosto 1806 – Vienna, 23 dicembre 1866) è stato un generale austriaco.

## Biografia
Dopo aver conseguito il diploma dell'accademia militare di Wiener Neustadt, Franz von Martens entrò dal 1826 nell'esercito austriaco, nel 29º reggimento di fanteria come sottotenente. Rapidamente nella sua carriera raggiunse il grado di tenente colonnello e nel 1848 divenne aiutante di campo del principe Alfred von Windisch-Graetz col quale prese parte alla conquista di Vienna dopo i moti rivoluzionari del 1848, proseguendo quindi la campagna militare in Ungheria per la soppressione delle rivolte locali. Nel 1854 venne nominato generale e dal 1858 ottenne l'incarico di ispettore d'esercito. Prese parte alla seconda guerra d'indipendenza italiana dove combatté nella battaglia di Magenta come comandante delle truppe dei presidi. Il 16 agosto 1864 ottenne il pensionamento e venne congedato col grado di feldmaresciallo luogotenente.
Morì a Vienna nel 1866.